# Villa Jeanneret
La villa Jeanneret (o villa Jeanneret-Raaf) fue construida entre 1923 y 1925 por los arquitectos Le Corbusier y Pierre Jeanneret. Actualmente está considerada como un ejemplo notable de la arquitectura moderna en Francia, donde se definió por primera vez la expresión arquitectónica de los cinco puntos de la arquitectura moderna. Fue asimismo la oportunidad para Le Corbusier de determinar su idea de paseo arquitectónico, del cual afirmaba que «es caminando, desplazándose, cuando se observan desarrollarse las reglas de la arquitectura.»
La villa Jeanneret está adosada a la villa La Roche, aunque al contrario de esta última, no es visitable, pues alberga actualmente la Fundación Le Corbusier. Ambos inmuebles están clasificados como Monumento histórico de Francia desde 1996. En 2016, el edificio también se incluyó como Patrimonio de la Humanidad por la Unesco, junto con otras 16 obras arquitectónicas de Le Corbusier.
No debe confundirse con la villa Jeanneret-Perret (conocida también como Maison Blanche) ubicada en La Chaux-de-Fonds (Suiza).

## El proyecto
Le Corbusier y su primo Pierre Jeanneret consideraron inicialmente construir un gran conjunto arquitectónico, aunque finalmente desarrollaron un proyecto para dos viviendas vecinas, pero con programas diferentes:
- Una de las viviendas, la «villa Jeanneret», debía albergar a una familia con hijos y debía tener un gran número de habitaciones. Esta fue ocupada por Albert Jeanneret, hermano de Le Corbusier, su mujer Lotti Rääf y sus tres hijos.
- La otra casa, la villa La Roche, estaba destinada a un coleccionista soltero, Raoul Albert La Roche, propietario de una colección de pinturas.

Los requisitos de Albert respecto al programa no permitían ningún espacio perdido. A pesar de tratarse de una planta mucho más densa que en el caso de la villa La Roche, se mantiene la idea de continuidad espacial, conseguida a través de medios más modestos.

## La villa
La villa Jeanneret se ubica en la plaza del Doctor Blanche número 8 en París, sobre un terreno situado en el extremo sur de un callejón sin salida. Para este encargo, Le Corbusier experimenta por primera vez el concepto de «planta invertida», donde intercambia la disposición tradicional de la vivienda. Así, a partir de ese momento, el jardín ocupará la cubierta del edificio en lugar del suelo. La planta destinada a los espacios de vida diurna y de recepción se sitúan en el último nivel, justo debajo de la cubierta-terraza.

## Clasificación de la Unesco
Diversos proyectos construidos por Le Corbusier, entre ellos la villa Jeanneret, fueron propuestos como Patrimonio de la Humanidad por la Unesco. Esta candidatura fue rechazada en 2009 y posteriormente en 2011, debido a que se trataba de una lista demasiado larga y por la ausencia del proyecto de Chandigarh en la India. A finales de enero de 2015 se presentó un nuevo dosier de solicitud que tenía en cuenta las diversas observaciones y se propuso en la 40.ª sesión del Comité del Patrimonio Mundial, que se celebró en Estambul (Turquía) del 10 al 17 de julio de 2016. El conjunto fue finalmente aceptado el 17 de julio de 2016.